# Andrew Stuart Dawson
Andrew Stuart "Andy" Dawson (Northallerton, 20 de outubro de 1978) é um ex-futebolista inglês que jogava para o Hull City como zagueiro.